# Ceolred af Mercia
Ceolred var en konge over det angelsaksiske kongerige Mercia fra 709 til 716.
Ceolreds far, Æthelred, overtog tronen i Mercia i 675 da hans bror, Wulfhere døde. Æthelred abdicerede i 704 og rejste til Rom og overlod kongeriget til sin nevø Coenred, der var Wulfheres søn. Coenred abdicerede i 709 til fordel for Coelred.
Den primære kilde til Coelreds regeringstid er Bedas Historia ecclesiastica gentis Anglorum, som er færdiggjort i omkring 731. Derudover findes flere chartre hvor han har tildelt land til forskellige personer, og den Angelsaksiske Krønike, som er samlet i 800-tallet baseret på tidligere materiale, nævner ham også.